# Norbergite
La norbergite est un minéral de la famille des nésosilicates de formule Mg3(SiO4)(F,OH)2, membre du groupe de la humite. 
Elle fut décrite pour la première fois en 1926 pour une occurrence dans la mine de fer d'Östanmoss à Norberg, comté de Västmanland, Suède, d'après laquelle elle est nommée,,.
Elle se forme dans des zones de métamorphisme de contact dans des roches carbonatées infiltrées par des roches plutoniques ou des pegmatites fournissant le fluor. Les minéraux associés comprennent la dolomite, la calcite, la trémolite, le grossulaire, la wollastonite, la forstérite, la monticellite, la cuspidine, la fluoborite, la ludwigite, la fluorine et le phlogopite.